# 南汉山城站
南漢山城站（：／ Namhansanseong-ipgu yeok */?）副站名城南法院·檢察廳（성남법원·검찰청），是首都圈電鐵8號線沿線的一座地下車站，位於韓國京畿道城南市壽井區丹垈洞。本站雖以南漢山城命名，但實際位址與該處有一段距離。

## 車站構造
站體為2面2線側式月台的地下車站，候車月台設有月台幕門，並有4處出口。

### 月台配置
| 山城 ↑         |
| \| 上          |
| ↓ 丹岱五岔路口 |

| 月台 | 路線           | 目的地                             |
| ---- | -------------- | ---------------------------------- |
| 上行 | ●首爾地鐵8號線 | 福井、可樂市場、石村、别内方向     |
| 下行 | ●首爾地鐵8號線 | 丹岱五岔路口、新興、壽進、牡丹方向 |

## 歷史
- 1996年11月23日：丹岱站（단대역）落成啟用。
- 1998年10月1日：改為現在站名。

## 車站周邊
- 南漢山城
- 城南中央醫院
- 希望復健中心
- 城南東初等學校
- 丹垈初等學校
- 上院初等學校
- 水原地方法院城南分院（朝鲜语：수원지방법원 성남지원）
- 水原地方檢察廳（朝鲜语：수원지방검찰청）城南分廳
- 乙支大學城南校區
- 新丘大學（朝鲜语：신구대학교）
- 丹垈洞郵局

## 相鄰車站
首爾交通公社
●首爾地鐵8號線
山城（822）－南漢山城（823）－丹岱五岔路口（824）